# Kirchberg (Francia)
Kirchberg è un comune francese di 843 abitanti situato nel dipartimento dell'Alto Reno nella regione del Grand Est.

## Società

### Evoluzione demografica
Abitanti censiti